# Вориконазол
Вориконазол — синтетический противогрибковый препарат группы триазолов. Одобрен для применения: США(2002), Россия.

## Показания
Для пациентов с 12 лет:
- инвазивный аспергиллёз
- кандидемия и диссеминированный кандидоз
- кандидоз пищевода
- инфекции вызванные Scedosporium apiospermum, Fusarium (включая Fusarium solani) при непереносимости или рефрактерности к другим препаратам.